# 陳癸淼
陳癸淼（1934年7月1日—2014年8月15日），台灣澎湖縣湖西鄉人，文、史學者、作家、政治人物，曾任中華民國總統府國策顧問與立法委員，新黨創黨人之一。

## 生平
陳癸淼於1934年7月1日出生於日治臺灣澎湖廳馬公支廳湖西庄西溪，1957年畢業於臺灣省立師範大學中文系，師承牟宗三新儒學大師；曾於國立中興大學擔任教授，其著作《墨辯研究》獲得中正學術獎。陳癸淼對公孫龍子有深入見解，對名家有精闢之論述，重要著作在晚年集成為〈名家與名學〉一冊，王邦雄教授評為「彌補了千年文化傳統，未開出知識方法論的一大缺憾!」及「牟老師在講堂上，好幾回的讚美陳癸淼在名家名學的研究成果。陳癸淼能說中國多省份方言，並以此研究中古漢語，是聲韻學泰斗。於1988年在牟宗三先生的領導下，與其他學者共同創立了東方人文學術基金會並擔任董事長，曾擔任鵝湖月刊社社長、中華民俗藝術基金會董事長，創辦了台中市文化基金會以及台南市文化基金會，曾擔任國立歷史博物館館長。
1977年第八屆澎湖縣長選舉，陳癸淼一度爭取國民黨提名縣長，對上出身軍旅的謝有温。原先從縣黨部到中央黨部提名小組皆支持陳癸淼，唯到中常會核定時，時任參謀總長宋長志認為澎湖軍事地理特殊，應由軍方背景者出任縣長，最終謝有溫獲得提名。
陳癸淼於1978年開始了從政生涯，先後擔任了中國國民黨台中市黨部主委、省黨部總幹事、臺灣省政府委員、代理臺南市市長等職。1989年陳癸淼當選了第一屆增額立法委員選舉，之後並連任了2、3屆立委。1993年8月，陳癸淼與趙少康、李勝峰、郁慕明、王建煊、周荃、李慶華七人共同聲明退出中國國民黨，創立新黨。曾任三屆新黨召集人，為族群和協與施明德等喝「大和解咖啡」，拋棄意識型態而為議題法案合作，在立院龍頭選舉上合作二月政改，但因民進黨一票跑票而鍛羽，陳癸淼被稱為藍綠和解先鋒。陳癸淼提出「三黨不過半」主張，新黨立委席次衝上21席，曾與國民兩黨三分天下。
1991年11月5日，陳癸淼立委提出「文化藝術發展條例」草案；1992年6月16日，「文化藝術發展條例」經立法院三讀通過。1993年6月15日，陳癸淼立委提出「國家文化藝術基金會設置條例」草案；1994年9月29日，「國家文化藝術基金會設置條例」經立法院三讀通過。因為在文化界重大的貢獻，陳癸淼被稱為文化立委、立院大儒俠。
1992年12月6日，陳癸淼被國會觀察基金會選為「履行政見最佳立委」前十名。
陳癸淼對離島建設與小三通有重大貢獻。1993年12月2日與1994年3月2日陳清寶立委與陳癸淼立委先後提出「離島建設條例」草案。1997年11月10日，立法院內政及邊政、經濟委員會排上議程，經協商之後，將陳清寶及陳癸淼委員各自提出之「離島建設條例」草案斟酌修正為21條條文，函送立法院秘書處，提報院會公決。2000年3月21日，立法院內政及邊政、經濟委員會依據協商所確定之「離島建設條例」草案內容進行二讀與三讀之後，修正通過「離島建設條例」共20條。同年4月5日，總統公布施行，其中第18條：「為促進離島發展，在臺灣本島與大陸地區全面通航之前，得先行試辦金門、馬祖、澎湖地區與大陸地區通航，不受臺灣地區與大陸地區人民關係條例等法令限制；其實施辦法，由行政院定之。」，小三通自此濫觴。兩岸官方第一次小三通會合，在同儕禮讓下，陳癸淼成為兩岸小三通歷史上踏上中國大陸領土（船隻）的第一人。
1990年4月24日，陳癸淼立委為「澎湖綜合開發計畫」向行政院爭取到70多億經費。1991年2月1日，陳癸淼立委為澎湖爭取到澎湖風景特區籌備處成立，於1991年至1996年再爭取到10.45億經費。1991年7月1日，陳癸淼立委為澎湖爭取到高雄海專澎湖分部，1995年7月1日升格為澎湖海專，自1991年至1995年為海專爭取到數十億經費，後升格為澎湖第一所大學——國立澎湖科技大學。1994年4月9日，陳癸淼立委為澎湖爭取到1.9億經費蓋海水淡化廠。1994年8月14日，陳癸淼立委為澎湖爭取到4,500萬馬公機場擴建經費。
陳癸淼在立委卸任之後，因腎臟衰竭需要長期洗腎，逐漸淡出政壇，但仍擔任總統府國策顧問。2013年1月，陳癸淼因心肺衰竭積水而去三軍總醫院急救。出院後，將畢生的藏書50多箱全數贈送故里澎湖地方文獻中心。 2013年8月，陳癸淼抱病出席新黨黨慶，當時他辛苦卻執意站上舞台，這是他最後一次參加新黨活動。
2014年8月，陳癸淼因肝臟疼痛而發現肝腫瘤，住進振興醫院體檢，8月14日在肝臟切片檢查時出血不止，於2014年8月15日晚間，病逝於振興醫院，享壽80歲。

## 軼聞
陳癸淼與黨內同志朱高正互相敵視，恩怨甚深。
1994年，朱高正在新黨的會議上，毛遂自薦參選台灣省省長，馮滬祥回應，王建煊已經屬意由陳癸淼參選。朱高正罵道：「你們有多白痴，才會讓一個澎湖人選臺灣省長？臺灣島人看澎湖島人，比看你們外省人還衰小（「看衰小」，台語，輕視、瞧不起之意。），還不如你們這些外省人隨便出來一個。何況他選舉還曾經買過票，他來選還不如我來選。」一連串的歧視言論，讓新黨大老們被罵得魂飛魄散，於是同意由朱高正參選，不過，可惜慘败于宋楚瑜。（宋楚瑜真的是外省人，朱高正一語成讖）但朱高正的強勢作風，也讓朱高正與新黨創黨元老產生心結。
1997年3月22日，陳癸淼與新黨立委郁慕明爆料，「朱高正是國民黨特務」。郁慕明、陳癸淼在立法院外發表公開記者會，指放棄言論免責權也要揭發「朱高正是國民黨臥底」。在德國讀書時，朱高正就已是國民黨特務，拿國安局的經費替他們蒐集黨外人士的活動情形。並出示朱高正化名「陳廣信」的信件，證明朱高正為國民黨蒐集異議分子的言行活動。並表示他們有十足把握「陳廣信」是朱高正的化名，已證實文字是朱高正親筆筆跡。